# The Singles (альбом Soft Cell)
The Singles — первый сборник, выпущенный синти-поп дуэтом Soft Cell. Альбом был издан на виниле, кассетах и компакт-дисках в 1986 году и содержит все их синглы из альбомов Non-Stop Erotic Cabaret, Non-Stop Ecstatic Dancing, The Art of Falling Apart и This Last Night in Sodom, за исключением A Man Can Get Lost и Barriers. В буклет CD-издания было включено эссе Тони Митчелла.

## Список композиций
Все песни за авторством Марка Алмонда и Дэвида Болла за исключением отмеченных.
1. «Memorabilia» — 4:50 Неальбомный сингл
2. «Tainted Love» (Ed Cobb) — 2:40 из Non-Stop Erotic Cabaret
3. «Bedsitter» — 3:36 из Non-Stop Erotic Cabaret
4. «Say Hello, Wave Goodbye» — 5:25 из Non-Stop Erotic Cabaret
5. «Torch» — 4:08 Неальбомный сингл
6. «Loving You, Hating Me» — 4:19 из The Art of Falling Apart
7. «What?» (H.B. Barnum) — 4:34 из Non Stop Ecstatic Dancing
8. «Where the Heart Is» — 4:32 из The Art of Falling Apart
9. «Numbers» — 4:56 из The Art of Falling Apart
10. «Soul Inside» — 4:29 из This Last Night in Sodom
11. «Down in the Subway» (Jack Hammer) — 3:26 из This Last Night in Sodom